# Arbeitnehmererfinderrecht
Das Arbeitnehmererfinderrecht ist das Rechtsgebiet, das sich mit der Thematik von Erfindungen angestellter Erfinder befasst.

## Überblick
In fast allen Rechtssystemen ist das Rechtsgebiet durch einen Zielkonflikt zweier  konkurrierender Prinzipien geprägt, nämlich
- das arbeitsrechtliche Prinzip, wonach die Leistung des Arbeitnehmers mit seinem Gehalt abgegolten ist und weitergehende Ergebnisse, etwa Rechte an Erfindungen, alleine dem Arbeitgeber zustehen, und
- das erfinderrechtliche Prinzip, wonach die Rechte an einer Erfindung alleine beim Erfinder, dem Angestellten, liegen.

Das Arbeitnehmererfinderrecht löst diesen Konflikt.

## Rechtsquellen in Deutschland
Für die Bundesrepublik Deutschland hat es die folgenden wichtigsten materiellen Rechtsquellen:
- das Arbeitnehmererfindergesetz[1],
- die Vergütungsrichtlinien für Arbeitnehmererfindungen[2],
- die Rechtsprechung der Gerichte,
- die Eingungsvorschläge der  Schiedsstelle nach dem Gesetz über Arbeitnehmererfindungen bzw. die Leitsätze daraus[3].

Daneben gelten alle anderen Gesetze, materiell etwa BGB, verfahrensrechtlich die ZPO, und viele mehr.